# U-661
Unterseeboot 661 foi um submarino alemão do Tipo VIIC, pertencente a Kriegsmarine que atuou durante a Segunda Guerra Mundial.
O U-661 esteve em operação entre os anos de ?, realizando neste período 1 patrulha de guerra, na qual afundou um navio aliado, num total de 3,672 toneladas de arqueação.
Foi afundado no norte de Atlântico  no dia 15 de outubro de 1942 após ser abalroado pelo contratorpedeiro HMS Viscount, causando a morte de todos os 44 tripulantes.

## Comandantes
| Comandante             | Data                                            |
| ---------------------- | ----------------------------------------------- |
| Oblt. Erich Lilienfeld | 12 de fevereiro de 1942 - 15 de outubro de 1942 |

## Subordinação
Durante o seu tempo de serviço, esteve subordinado às seguintes flotilhas:
| Período                                          | Flotilha                                  |
| ------------------------------------------------ | ----------------------------------------- |
| 12 de fevereiro de 1942 - 30 de setembro de 1942 | 5. Unterseebootsflottille (treinamento)   |
| 1 de outubro de 1942 - 15 de outubro de 1942     | 3. Unterseebootsflottille (serviço ativo) |

## Operações conjuntas de ataque
O U-661 participou das seguinte operações de ataque combinado durante a sua carreira:
- Rudeltaktik Pfeil (12 de setembro de 1942 - 22 de setembro de 1942)
- Rudeltaktik Blitz (22 de setembro de 1942 - 26 de setembro de 1942)
- Rudeltaktik Wotan (12 de outubro de 1942 - 15 de outubro de 1942)

## Coordenadas
1. ↑  em posição 53° 42' N 35° 56' O